# Эрез (кибуц)
Э́рез (ивр. ארז‎) — кибуц в Южном округе Израиля. Расположен в северо-западной части Негева около 18 км к югу от Ашкелона, находится в юрисдикции регионального совета Шаар-ха-Негев. В 2020 году население кибуца составляло 558 человек.

## История
Кибуц «Эрез» был основан 26 октября 1949 года. Его учредителями были ветераны третьего батальона бригады «Ифтах» в Пальмахе, некоторые из которых участвовали в операции «Йоав», проводившейся в этом районе.
Первоначально кибуц был основан на территории нынешнего кибуца «Ор-Намер», но позже, в октябре 1950 года кибуц переехал на место бывшей арабской деревни Димера.

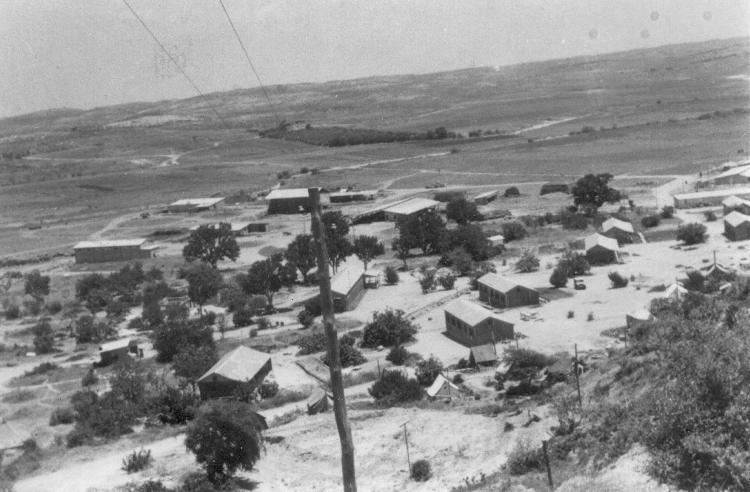
Кибуц «Эрез» в 1949 году

## Население
По данным Центрального статистического бюро Израиля, население на начало 2020 года составляло 558 человек.

## География
Рядом с кибуцем находится основной пограничный переход между сектором Газа и Израилем «Эрез», который был назван в честь кибуца «Эрез».